# Понтиви (кантон)
Понтиви (фр. Pontivy) — кантон во Франции, находится в регионе Бретань, департамент Морбиан. Входит в состав округа Понтиви.

## История
До 2015 года в состав кантона входили коммуны  Гельтас, Герн, Керфурн, Круасанвек, Ле-Сурн, Нуайяль-Понтиви, Понтиви, Сен-Гонри, Сен-Жеран и Сен-Тюрьо .
В результате реформы 2015 года состав кантона был изменен: в его состав вошли коммуны упраздненного кантона Бо.
С 1 января 2019 года состав кантона изменился: коммуны Бьёзи и Плюмельо образовали новую коммуну Плюмельо-Бьёзи.
1 января 2022 года коммуны Круасанвек и Сен-Жеран образовали новую коммуну Сен-Жеран-Круасанвек.

## Состав кантона с 1 января 2019 года
В состав кантона входят коммуны (население по данным Национального института статистики за 2019 г.):
- Бо (6 234 чел.)
- Гельтас (514 чел.)
- Герн (1 822 чел.)
- Герн (1 313 чел.)
- Керфурн (833 чел.)
- Ле-Сурн (2 104 чел.)
- Мельран (1 521 чел.)
- Нуайяль-Понтиви (3 605 чел.)
- Плюмельо-Бьёзи (4 355 чел.)
- Понтиви (15 604 чел.)
- Сен-Бартелеми (1 160 чел.)
- Сен-Гонри (1 106 чел.)
- Сен-Жеран-Круасанвек (1 317 чел.)
- Сен-Тюрьо (1 865 чел.)

## Политика
На президентских выборах 2022 г. жители кантона отдали в 1-м туре Эмманюэлю Макрону 30,5 % голосов против 26,1 % у Марин Ле Пен и 16,5 % у Жана-Люка Меланшона; во 2-м туре в кантоне победил Макрон, получивший 57,8 % голосов. (2017 год. 1 тур: Эмманюэль Макрон – 28,1 %, Марин Ле Пен – 19,5 %, Франсуа Фийон – 17,9 %, Жан-Люк Меланшон – 17,7 %; 2 тур: Макрон – 70,0 %. 2012 год. 1 тур: Франсуа Олланд — 29,2 %, Николя Саркози — 24,6 %, Марин Ле Пен — 17,0 %; 2 тур: Олланд — 54,9 %).
С 2015 года кантон в Совете департамента Морбиан представляют мэр коммуны Плюмельо-Бьёзи Бенуа Керо (Benoît Quero) (Разные правые) и вице-мэр коммуны Понтиви Суазик Перро (Soizic Perrault) (Республиканцы).
|                | Кандидаты                            | Партия                   | Первый тур | Первый тур     | Второй тур | Второй тур |
| Кол-во голосов | Кандидаты                            | Партия                   | % голосов  | Кол-во голосов | % голосов  |            |
| -------------- | ------------------------------------ | ------------------------ | ---------- | -------------- | ---------- | ---------- |
|                | Бенуа Керо Суазик Перро              | Правый блок              | 3 304      | 32,74          | 5 015      | 54,39      |
|                | Мишель Жарнигон Мюриэль Николь       | Разные центристы         | 2 043      | 20,25          | 4 205      | 45,61      |
|                | Жерар Ле Луар Мари Кристина Ле Муэль | Левый блок               | 1 773      | 17,57          |            |            |
|                | Дидье Маньян Моника Фор-Лафон        | Национальное объединение | 1 706      | 16,91          |            |            |
|                | Лидия Массар Габриэль Офре           | Прочие                   | 1 265      | 12,54          |            |            |

|                | Кандидаты                            | Партия             | Первый тур | Первый тур     | Второй тур | Второй тур |
| Кол-во голосов | Кандидаты                            | Партия             | % голосов  | Кол-во голосов | % голосов  |            |
| -------------- | ------------------------------------ | ------------------ | ---------- | -------------- | ---------- | ---------- |
|                | Бенуа Керо Суазик Перро              | Правый блок        | 5 846      | 37,64          | 8 115      | 55,32      |
|                | Николь Ле Пе Кристоф Маршан          | Левый блок         | 4 431      | 28,53          | 6 555      | 44,68      |
|                | Эвелин Аду Тьерри Дебуа              | Национальный фронт | 3 370      | 21,70          |            |            |
|                | Мари-Мадлен Дор-Люка Андре Локюссоль | Левый фронт        | 1 310      | 8,43           |            |            |
|                | Кристиан Пассаль Франсуаза Рамель    | Прочие             | 575        | 3,70           |            |            |